# Athelston Gaston
Athelston Gaston (* 24. April 1838 in Castile, Wyoming County, New York; † 23. September 1907 in Québec, Kanada) war ein US-amerikanischer Politiker. Zwischen 1899 und 1901 vertrat er den Bundesstaat Pennsylvania im US-Repräsentantenhaus.

## Werdegang
Athelston Gaston besuchte die öffentlichen Schulen seiner Heimat. Im Jahr 1854 zog er mit seinen Eltern in das Crawford County in Pennsylvania. Bis 1873 arbeitete er in der Landwirtschaft; danach wurde er in der Holzbranche tätig. Gleichzeitig schlug er als Mitglied der Demokratischen Partei eine politische Laufbahn ein. Zwischen 1891 und 1895 war er Bürgermeister der Stadt Meadville.
Bei den Kongresswahlen des Jahres 1898 wurde Gaston im 26. Wahlbezirk von Pennsylvania in das US-Repräsentantenhaus in Washington, D.C. gewählt, wo er am 4. März 1899 die Nachfolge des Republikaners John Cirby Sturtevant antrat. Da er im Jahr 1900 nicht wiedergewählt wurde, konnte er bis zum 3. März 1901 nur eine Legislaturperiode im Kongress absolvieren. Nach seiner Zeit im US-Repräsentantenhaus arbeitete Gaston wieder in der Holzbranche. Er wurde am 23. September 1907 während eines Jagdausflugs im nördlichen Teil der kanadischen Provinz Québec versehentlich getötet und in Meadville beigesetzt.